# Thysananthus convolutus
Thysananthus convolutus là một loài Rêu trong họ Lejeuneaceae. Loài này được Lindenb. miêu tả khoa học đầu tiên năm 1845.